# Wilma Cozart Fine
Pour les articles homonymes, voir Fine.
Wilma Cozart Fine, née le 29 mars 1927 à Aberdeen, Mississippi, et morte le 21 septembre 2009 à Harrison, New York, est une productrice de disques américaine. Elle produit des centaines d'enregistrements, en particulier la série Mercury Living Presence.  Selon sa nécrologie de 2009 dans le New York Times, les enregistrements restent « prisés par les collectionneurs pour la profondeur et le réalisme de leur son ». 
Originaire de Fort Worth, Texas, elle fait ses études musicales à l'Université du Nord du Texas .
En 2011, Cozart Fine a reçu à titre posthume un Grammy Trustees Award pour ses contributions significatives à l'industrie du disque.